# The Source (Band)
The Source war eine deutsche Band aus Hamburg.
Die Gruppe wird den Genres Grunge, Rock und Alternative zugeordnet. Wobei die Band ruhige, melancholische Songs wie On a Woman, grungige wie Hey Mom und rockige Songs wie Lonely Child auf ihrem Album vereint.

## Geschichte
Gegründet wurde The Source im März 2008 von Leroy Jönsson (Gesang, Gitarre), Fabian Bratmann (Leadgitarre), Helge Böhmer (Bass) und Marko Wagner (Schlagzeug). Die ersten Studioaufnahmen (Hey Mom, Sense of Shame und Child of Society) wurden im LSD Studio produziert. Später zum Album Freak of Nature ist die Band in das Vault Records Studio gegangen. Seit Ende 2011 war Nando Schäfer der Schlagzeuger der Band.

## Diskografie
- Hey Mom (Single) (7. Mai 2010; Vault Records)[1]
- Sense of Shame, Child of Society (Singles) (19. November 2010; Vault Records)
- Freak of Nature (Album) (11. November 2011; Vault Records)[2]

## Auszeichnungen
- 2008: 2. Platz Aufmucken gegen Rechts Schleswig-Holstein Finale[3] und 3. Platz Hamburger Oxmox Bandcontest[4]
- 2009: 1. Platz Lübecker Bandcontest, 1. Platz Semifinale Emergenza und 3. Platz Emerganza Norddeutschlandfinale & Auszeichnung für den besten Gesang[5]